# Destinies Fulfilled
Destinies Fulfilled è un cortometraggio muto del 1914 diretto da Lorimer Johnston.

## Produzione
Il film fu prodotto dall'American Film Manufacturing Company come Flying A.

## Distribuzione
Distribuito dalla Mutual Film, il film - un cortometraggio in tre bobine - uscì nelle sale cinematografiche USA il 12 gennaio 1914.